# Laser na swobodnych elektronach

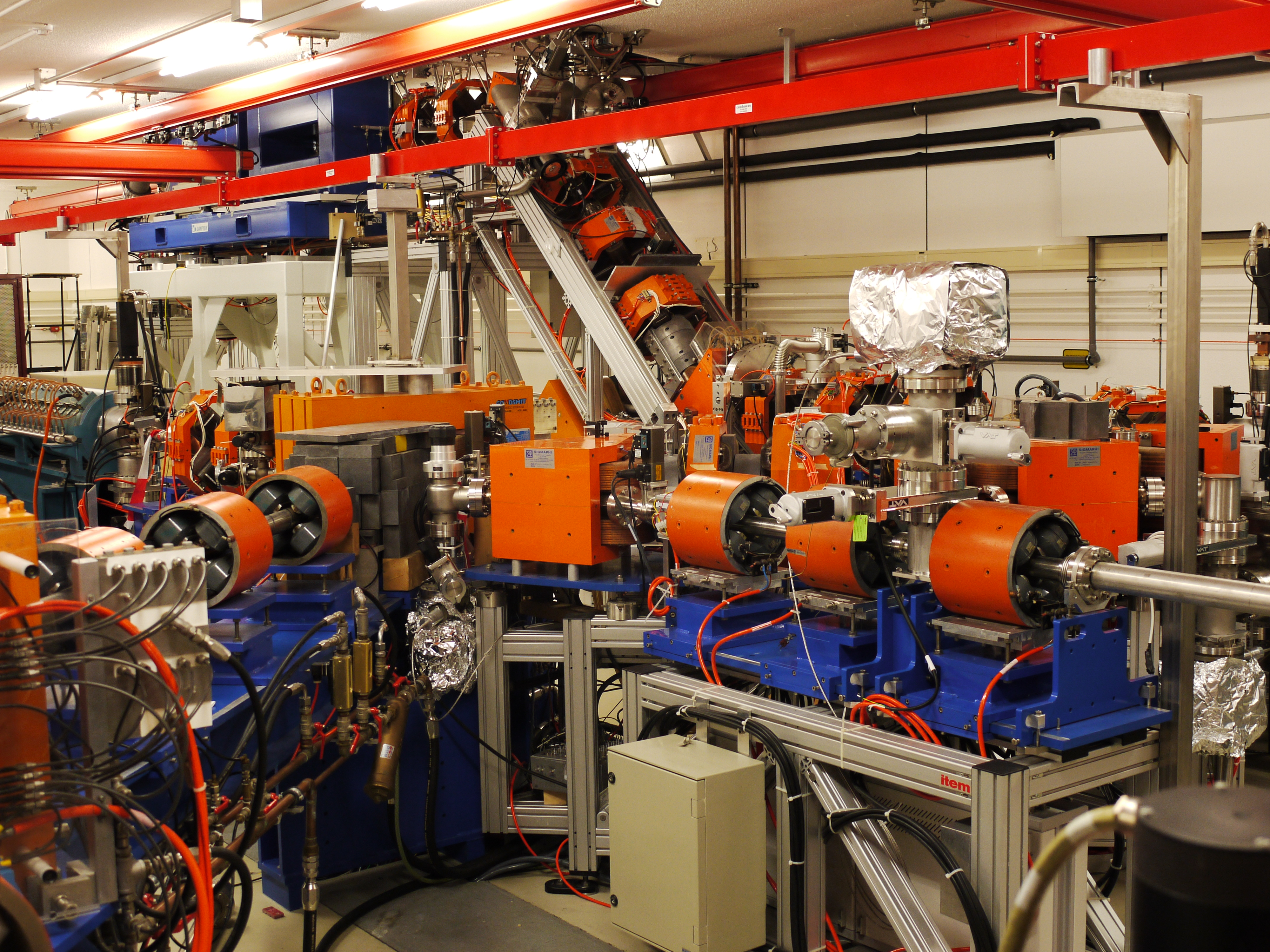
Laser na swobodnych elektronach FELIX w Institute for Plasma Physics Rijnhuizen

Laser na swobodnych elektronach (ang. Free-electron laser – FEL) – urządzenie emitujące spójne promieniowanie elektromagnetyczne takie jak wytwarza laser. Jednak w przeciwieństwie do zwykłych laserów, w których promieniowanie powstaje w materii, w laserze na swobodnych elektronach promieniowanie emitują bardzo szybko poruszające się w próżni elektrony w specjalnie ukształtowanym polu magnetycznym. W laserze na swobodnych elektronach długość emitowanej fali nie jest ograniczona przez konkretne przejścia między dyskretnymi poziomami energii w materii, a wynika z konstrukcji urządzenia, dzięki temu lasery tego typu są łatwo przestrajalne i mają najszerszy zakres emitowanych częstotliwości spośród wszystkich laserów. Skonstruowano lasery na swobodnych elektronach emitujące promieniowanie w zakresie długości fal od mikrofal, przez podczerwone, świetlne, ultrafioletowe aż do rentgenowskiego.
Lasery na swobodnych elektronach z zakresu ultrafioletu i promieniowania rentgenowskiego wytwarzają niezwykle krótkie, spójne i jasne laserowe impulsy fotonowe, które umożliwiają obrazowanie materii w rozdzielczości atomowej i w skalach czasowych krótszych niż charakterystyczne ruchy atomowe. W impulsach o czasie trwania około 50 femtosekund zapewniają one tyle fotonów, ile otrzymuje się w 1 sekundzie z nowoczesnych synchrotronów z pierścieniem akumulacyjnym. Laser na swobodnych elektronach FLASH w DESY w Hamburgu, był pierwszym FEL w zakresie widm miękkiego promieniowania rentgenowskiego, zaczął działać jako obiekt użytkownika latem 2005 r., i przez prawie 5 lat był jedynym urządzeniem FEL o tak krótkiej długości fali na świecie.
Chociaż podstawowa zasada leżąca u podstaw działania lasera na swobodnych elektronach jest prosta, zbudowanie działającego urządzania emitującego promieniowanie w zakresie rentgenowskim jest trudne i kosztowne.

## Historia
W 1951 r. Hans Motz z Uniwersytetu Stanforda dokonał pierwszej kumulacji widma emisyjnego z wiązki elektronów poruszającej się w pofalowanym polu magnetycznym. Jednak nie zaobserwowano spójnej emisji optycznej. W eksperymentach przeprowadzonych przez Motza i współpracowników wkrótce potem zaobserwowano zarówno niespójne promieniowanie w niebiesko-zielonej części widma, jak i spójną emisję w milimetrowych długościach fal.
Zastosowanie falującego pola magnetycznego do konstrukcji masera zostało niezależnie wykorzystane przez Roberta Philipsa w 1957 roku w konstrukcji maserów o mocy większej niż uzyskiwane wówczas z lamp mikrofalowych. Dla urządzań emitujących promieniowanie w ten sposób zaproponowano nazwę ubitron jako skrót od Undulating Beam Interaction. W ciągu następnych lat Phillips przeprowadził wiele badań nad interakcją wiązki elektronów i pola magnetycznego, był pionierem wielu innowacyjnych koncepcji. Podczas gdy wówczas uzyskiwano moc wyjściową mikrofal 1–10 W, Phillips wytworzył falę o długości fali 5 mm i mocy w impulsie 150 kW.
Odrodzenie zainteresowania koncepcją zaczęło się w latach 70. XX wieku, wówczas John Madey w 1975 roku użył terminu „laser na swobodnych elektronach”, gdy opisywał swój eksperyment, w którym wytworzono emisję w podczerwieni o długości fali 10,6 μm, stosując wiązkę elektronów z liniowego akceleratora częstotliwości radiowych. Pierwszy optyczny laser na swobodnych elektronach został zbudowany przy użyciu pierścienia akumulacyjnego na Université Paris-Sud i był dostrajany w szerokim zakresie długości fali. Uzyskano także emisję o widzialnej i ultrafioletowej długości fali przy użyciu pierścienia akumulacyjnego VEPP w Nowosybirsku w Rosji.

## Zastosowania
O możliwych zastosowaniach laserów na swobodnych elektronach decydują specyficzne cechy generowanego przez nie promieniowania. Lasery te mogą wytwarzać spójną wiązkę promieniowania rentgenowskiego o bardzo krótkim czasie trwania impulsu, bardzo dużej mocy w impulsie. EFL znajdują zastosowania w:
- fizyce atomowej i jądrowej, do badania poziomów energetycznych,
- badaniach mikrostruktur,
- badania plazmy i gęstej gorącej materii,
- technologii do badania dynamiki reakcji chemicznych w materii skondensowanej,
- litografii wielkiej skali integracji.

## Zasada działania
Wiązka elektronów

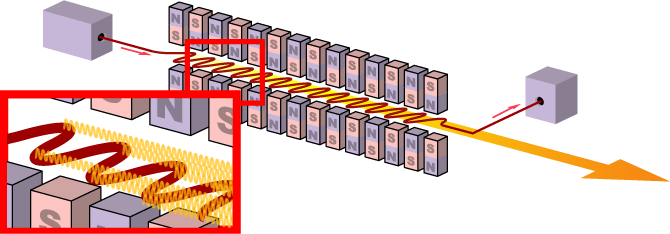
Schemat układu magnesów w undulatorze oraz droga elektronów i promieniowanie

Wiązka elektronów musi być przyspieszona do prędkości bliskiej prędkości światła, co uzyskuje się w różnych akceleratorach. Energia elektronów jest konieczna do uzyskania fotonów o odpowiedniej energii, oraz zapewnienia małej rozbieżności wiązki uzyskiwanych fotonów. Oprócz energii elektronów jakość wiązki elektronów jest najważniejszym problemem w działaniu lasera na swobodnych elektronach. Rozkład prędkości osiowej wiązki musi być mały. Zazwyczaj rozpiętość energii elektronów w wiązce musi wynosić 1% lub mniej energii elektronu, przy czym mniejsza długość emitowanej fali zwiększa wymagania co do rozkładu energii elektronów w wiązce. Dlatego lasery krótszych fal stawiają większe wymagania od konstrukcji akceleratorów.
Undulator
Wiązka elektronów po ostatecznym uformowaniu jest kierowana do układu magnesów (elektromagnesów) z poprzecznym do wiązki polem magnetycznym o zmieniającym się cyklicznie kierunku. Ten układ magnesów nazywany jest undulatorem albo wigglerem, ponieważ zmieniające się wzdłuż drogi wiązki pole magnetyczne zmusza elektrony w wiązce do poruszania się w poprzek, po torze podobnym do sinusoidalnej ścieżki wzdłuż osi undulatora. Undulatorem nazywa się te układy magnesów, w których cykliczność pola odgrywa większą rolę niż jego siła, a wiglerem urządzenie, w którym zmienność pola magnetycznego zmienia charakterystykę promieniowania, ale powstająca wiązka nie może być spójna. W laserach na swobodnych elektronach stosowane są undulatory.
Emisja promieniowania
Elektron poruszając się w polu magnetycznym doznaje przyspieszenia poprzecznego do kierunku swego ruchu powoduje to emisję promieniowania synchrotronowego, którego kierunek zależy od kierunku ruchu elektronu. By wiązka była jak najmniej rozbieżna zmiana kierunku ruchu musi być niewielka, przez co, oraz by uzyskać dużą jasność promieniowania, zmiana kierunku pola musi być wielokrotna. Zmiana kierunku pola magnetycznego ma za zadanie sprawić, że emitowane promieniowanie będzie synchroniczne do oddziaływania pola magnetycznego na poruszające się elektrony, dzięki temu powstaje fala monochromatyczna. Prędkość elektronów jest zbliżona do prędkości światła, rozpatrując ruch elektronu trzeba uwzględnić efekty wynikające ze szczególnej teorii względności. Fale elektromagnetyczne emitowane są z przypadkowo rozmieszczonych elektronów w wiązce, dlatego fala nie jest spójna. Uzyskana moc promieniowania jest proporcjonalna do liczby elektronów. Spójność światła uzyskuje się umieszczając undulator we wnęce rezonansowej, utworzonej przez zwierciadła umieszczone na przedłużeniu drogi wiązki, alternatywną metodą jest wzbudzenie zewnętrznym laserem. Obie te metody nie mogą być stosowane dla promieniowania rentgenowskiego, gdyż nie ma możliwości skonstruowania odpowiednich zwierciadeł dla tego promieniowania i wytworzenia spójnego promieniowania w zakresie rentgenowskim.
Oddziaływanie promieniowania na elektrony
W miarę drogi przebywanej przez elektrony promieniowanie wyemitowane staje się coraz silniejsze, tak że poprzeczne pole elektryczne powstającej wiązki promieniowania oddziałuje z poprzecznym prądem elektronowym wytworzonym przez sinusoidalny ruch drgający elektronów, powodując, że elektrony będące przyciągane w miejsca gdzie pole elektryczne fali jest słabsze. Siłę wciągającą drgające ładunki w obszar słabszego pola nazywa się siłą ponderomotoryczną.
Grupowanie się elektronów
W laserach typu SASE początkowo generowane promieniowanie jest niekoherentne przez co w różny sposób oddziałuje z elektronami, początkowy odcinek głównie wytwarza promieniowanie, w dalszej części następuje eksponencjalny wzrost energii promieniowania, aż do nasycenia. Wywołane jest to zależnością natężenia pola elektrycznego, a tym samym i siły ponderomotorycznej od fazy fali, która przesuwa elektrony względem fali poruszającej się względem elektronów. Elektrony wzdłuż osi undulatora zbijają się w grupy (mikro paczki), oddzielone o jedną długość emitowanej fali. Podczas gdy pojedynczy magnes z jednorodnym polem magnetycznym powodowałby niezależne, a zatem i niespójnie promieniowanie elektronów, promieniowanie emitowane przez wiązki elektronów powstające w wyniku wielokrotnego oddziaływania pola magnetycznego fali na elektrony, a elektronów na falę wywołuje synchronizację ruchu elektronów i fazy powstającej fali w wyniku czego emitowana fala jest spójna. W kolejnych modułach undulatora natężenie promieniowania wzrasta, zwiększając grupowanie się elektronów w wiązce, a pogrupowane elektrony emitują spójną falę. Proces ten trwa, dopóki elektrony nie zostaną całkowicie pogrupowane, co wymusza pewną liczbę elementów undulatora, jednak dalsze zwiększanie liczby elementów nie poprawi już parametrów emitowanej fali.
Szum
Ważnym problemem w działaniu FEL jest zapoczątkowanie emisji. Spontaniczna emisja kwantów promieniowania elektromagnetycznego przez elektrony jest przypadkowa, wnosi to przypadkowość w fazie fali, postrzegane jako szum. By zmniejszyć szum stosuje się wnęki rezonansowe oraz inicjację lasera zewnętrznym impulsem promieniowania spójnego, wówczas FEL pracuje jako wzmacniacz tego promieniowania (en. master oscillator power amplifier – MOPA). Metody te udaje się zastosować do ultrafioletu włącznie, dla promieniowania rentgenowskiego nie skonstruowano zwierciadeł ani źródeł promieniowania spójnego. Dla laserów w zakresie rentgenowskim stosuje się technikę zwaną samowzmacniającą się emisją spontaniczną, urządzania takie oznaczane są jako SASE FEL lub dla podkreślenia, że emitowane jest promieniowanie rentgenowskie SASE XFEL. W technice tej promieniowanie przebiega przez undulator tylko raz, a opisane wyżej oddziaływanie promieniowania na elektrony paczkuje elektrony, które emitują spójne fale. Paczkowanie elektronów wymaga odpowiednio dużej liczby elementów undulatora.

## Podstawowe zależności

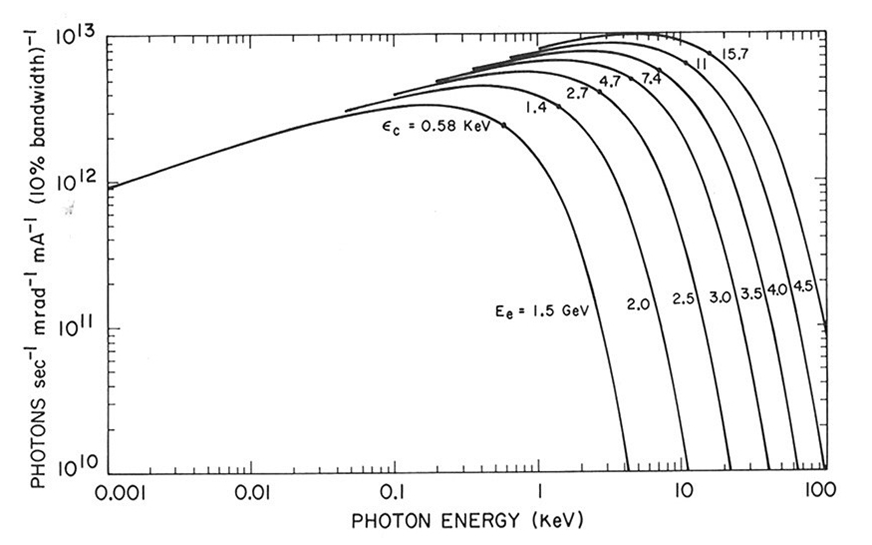
Widmo promieniowania synchrotronowego w zależności od energii elektronów

Większość efektów działania lasera na swobodnych elektronach można wyjaśnić na gruncie mechaniki klasycznej z uwzględnieniem efektów szczególnej teorii względności.
Promieniowanie elektronu
Ładunek elektryczny poruszający się w silnym polu magnetycznym emituje promieniowanie zwane promieniowaniem synchrotronowym, widmo promieniowania wytwarzane przez elektrony poruszające się w jednorodnym polu magnetycznym jest szerokie z maksimum w częstości zwanej krytyczną i zanika szybko powyżej tej częstości:
{\displaystyle E_{c}=\hbar \omega _{c}={\frac {3e\hbar B\ \gamma ^{2}}{2m}}.}
Pole magnetyczne undulatora musi być na tyle silne, a prędkość elektronów na tyle duża, by energia fotonów jakie ma wytwarzać laser była zbliżona do krytycznej. Elektron poruszający się w polu magnetycznym zachowuje się tak jak elektron na wzbudzonym poziomie energetycznym w atomie, może wypromieniować energię zarówno poprzez emisję spontaniczną, jak i wymuszoną.
Obserwator spoczywający względem undulatora (laboratorium) obserwuje elektron poruszający się z prędkością bliską prędkości światła w zmiennym polu magnetycznym. Zaś obserwator spoczywający względem wiązki elektronów wpadających do undulatora obserwuje nieruchome elektrony i magnesy poruszające się z dużą prędkością wstecz.
Uwzględniając tylko ruch elektronów wzdłuż wiązki. Opisując ruch elektronu w układzie wiązki wielkości fizyczne zmieniają się zgodnie z transformacją Lorentza. Pole magnetyczne o kierunku {\displaystyle y} indukcji {\displaystyle B} w układzie laboratorium, w układzie wiązki zmienia się w pole elektryczne i magnetyczne. W układzie tym długość fali undulatora także zmienia się:
{\displaystyle E_{x}^{'}=-\gamma vB_{y},}
{\displaystyle B_{y}^{'}=\gamma B_{y},}
{\displaystyle \lambda _{ue}={\frac {\lambda _{u}}{\gamma }}.}
Elektron pobudzany do drgań z częstotliwością pola elektromagnetycznego emituje promieniowanie o takiej długości fali jakie ma wzbudzająca fala. W układzie laboratorium fala ta ma długość zmienioną przez efekt Dopplera. Długość fali promieniowania poruszającego się wzdłuż osi wiązki w tę samą stronę co elektrony wynosi:
{\displaystyle \lambda ={\sqrt {\frac {1+\beta }{1-\beta }}}\lambda _{ue}=\gamma (1+\beta )\lambda _{ue}\approx {\frac {\lambda _{u}}{2\gamma ^{2}}}.}
Stała undulatora
Pole magnetyczne zakrzywiając tor elektronów zmniejsza nieco prędkość osiową (z) elektronów, tak że obserwowana długość fali promieniowania nie jest tak krótka, jak wynikałoby to ze skurczu Lorentza i przesunięcie Dopplera.
Na elektron w polu magnetycznym działa siła Lorentza
{\displaystyle \mathbf {F} =q(\mathbf {v} \times \mathbf {B} ).}
Zakładając, że oś undulatora odpowiada współrzędnej {\displaystyle z,} a pole magnetyczne jest w kierunku osi {\displaystyle y,} relatywistyczne równanie ruchu elektronu w polu magnetycznym:
{\displaystyle {\frac {dp}{dt}}=-evB.}
Przyjmując, że pole magnetyczne zmienia się cyklicznie co {\displaystyle \lambda _{u}{:}}
{\displaystyle B_{y}=B_{0}\cos {\frac {2\pi z}{\lambda _{u}}}.}
W wyniku tego oddziaływania elektron uzyskuje prędkość prostopadłą do osi wiązki:
{\displaystyle v_{x}={\frac {eB_{0}\lambda _{u}}{2\pi m\gamma }}\sin \left({\frac {2\pi z}{\lambda _{u}}}\right)={\frac {Kc}{\gamma }}\sin(k_{u}z),}
gdzie:
- {\displaystyle \gamma \equiv {\frac {1}{\sqrt {1-{\frac {v^{2}}{c^{2}}}}}}} – czynnik Lorentza,
- {\displaystyle K\equiv {\frac {eB_{0}\lambda _{u}}{2\pi mc}}=0{,}9337B_{0}(T)\lambda _{u}\ [\mathrm {cm} ],}
- {\displaystyle k_{u}={\frac {2\pi }{\lambda _{u}}}.}

Magnetyczny współczynnik rozbieżności
Bezwymiarowy współczynnik {\displaystyle K} jest nazywany magnetycznym współczynnikiem rozbieżności.
Przyjmując, że promieniowanie jest emitowane w kierunku ruchu elektronu rozbieżność wiązki promieniowania wynosi:
{\displaystyle \Theta ={\frac {v_{x}}{v_{z}}}\approx {\frac {v_{x}}{c}}={\frac {K}{\gamma }}\sin k_{u}z.}
By undulator generował spójną wiązkę, współczynnik {\displaystyle K} musi być jak najmniejszy.
Pole magnetyczne działa na elektron prostopadle do kierunku jego ruchu, przez co nie zmienia wartości prędkości, ale kierunek ruchu, co zmienia składową prędkości w kierunku wiązki o współczynnik:
Długość fali wiązki podstawowej generowanej przez undulator określa tak zwane równanie undulatora:
{\displaystyle \lambda ={\frac {\lambda _{u}}{2\gamma ^{2}}}\left(1+{\frac {K^{2}}{2}}+\gamma ^{2}\theta ^{2}\right).}
Równanie powyższe wyrażone w jednostkach praktycznych:
{\displaystyle \lambda \ [\mathrm {nm} ]={\frac {1{,}306\lambda _{u}\ [\mathrm {cm} ]\left(1+{\frac {K^{2}}{2}}+\gamma ^{2}\theta ^{2}\right)}{E^{2}\ [\mathrm {GeV} ]}}.}
Drugi składnik zawierający współczynnik {\displaystyle K} wynika z tego, że elektrony w undulatorze nie poruszają się po linii prostej, a po fragmentach okręgów, co zmniejsza ich prędkość wzdłuż wiązki.
Gdzie:
- {\displaystyle \lambda \ [\mathrm {nm} ]} – długość fali generowanego promieniowania w nanometrach,
- {\displaystyle \lambda _{u}\ [\mathrm {cm} ]} – długość jednego elementu undulatora w centymetrach,
- {\displaystyle \theta } – kąt odchylenia ruchu elektronu od symetrii układu.

W undulatorach parametr {\displaystyle K} jest rzędu 1, to oszacowanie długości fali promieniowania na osi wiązki {\displaystyle (\theta =0)} można zapisać:
{\displaystyle \lambda _{r}\propto {\frac {\lambda _{u}}{2\gamma ^{2}}}.}
W undulatorach minimalna długość zmiany pola magnetycznego undulatora {\displaystyle (\lambda _{u})} jest rzędu 1 cm, jest ona przekształcana na długości fali promieniowania rentgenowskiego {\displaystyle (\lambda _{r})} rzędu 1 nm, co wymaga by {\displaystyle \gamma \approx 2000,} a to znaczy, że elektrony muszą poruszać się z prędkością 0,9999998 prędkości światła.

### Efekty kwantowe
W większości przypadków klasyczna teoria elektromagnetyzmu odpowiednio wyjaśnia zachowanie się laserów na swobodnych elektronach. W przypadku laserów rentgenowskich, w których głównym mechanizmem emisji jest samowzmacniająca się emisja spontaniczna, przy rozważaniu odrzut elektronu podczas emisji kwantu oraz szumu śrutowego może być konieczne uwzględnienie efektów kwantowych.

## Przyszłość
Lasery na swobodnych elektronach są dużymi i drogimi urządzeniami. Uczeni pracują nad poprawą ich parametrów oraz nad konstrukcją małych biurkowych laserów na swobodnych elektronach. Rozważa się użycie wydajniejszych akceleratorów elektronów a zamiast undulatora promieniowania lasera biegnącego w kierunku przeciwnym do kierunku ruchu elektronów.
Skonstruowanie laserów z zakresu miękkiego promieniowania rentgenowskiego mieszczących się w laboratoriach umożliwiłoby powszechne użycie ich do badania struktur cząsteczek. Zbudowanie takiego urządzenia wymaga miniaturyzacji elementów do przyspieszania i formowania wiązki elektronów, miniaturyzacji undulatorów.

## Konstrukcje

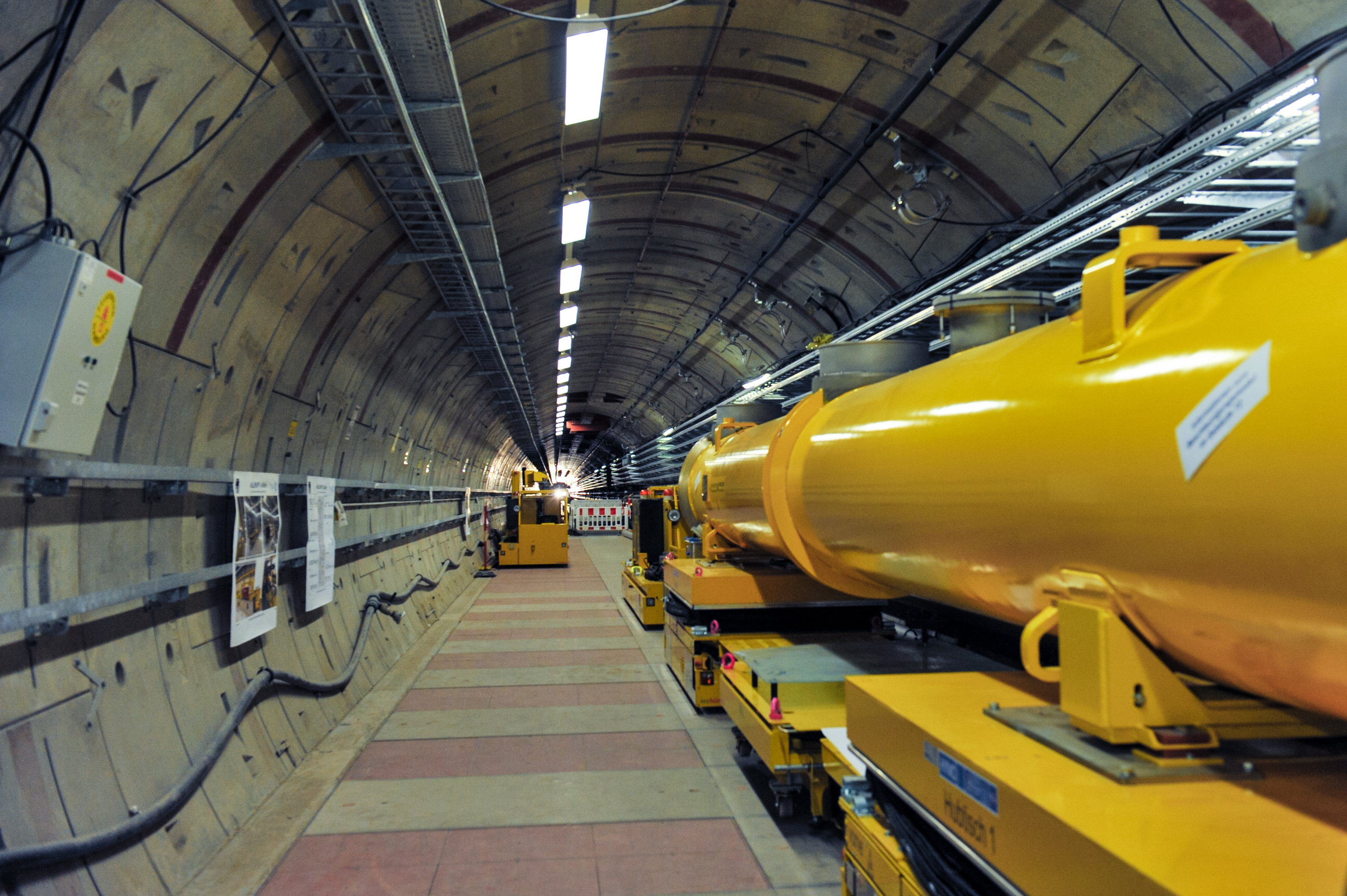
Fragment tunelu European XFEL podczas montażu urządzeń

W 2020 roku funkcjonowało bądź było w trakcie budowy ponad 50 rentgenowskich laserów na swobodnych elektronach. Ważniejsze z nich to:
- generujące twarde promieniowanie X
  - European XFEL, w DESY w pobliżu Hamburga, Niemcy
  - LCLS modyfikowany LCSL-II, w Stanford Linear Accelerator Center w pobliżu San Francisco USA
  - SwissFEL, w Paul Scherrer Institute w Szwajcarii[15],
  - PAL-XFEL, w Pohang Accelerator Laboratory, w Pohang, Korea Południowa[16]
  - SACLA, w RIKEN, Harima, Japonia[17]

W 2009 roku w Stanford Linear Accelerator Center w oparciu o wcześniej funkcjonujący akcelerator elektronów zbudowano generujący promieniowanie rentgenowskie laser na swobodnych elektronach (en. Linac Coherent Light Source – LCLS). Laser może pracować w kilku trybach, w trybie najtwardszego promieniowania rentgena wytwarza promieniowanie z zakresu 0,62–0,097 nm.
Największym laserem na swobodnych elektronach pracującym w zakresie promieniowania rentgenowskiego jest European XFEL znajdujący się w Niemczech w synchrotronowym centrum badawczym DESY w Hamburgu. Podstawowa konstrukcja lasera ma 2,1 km długości, a całkowita długość tuneli w którym umieszczono urządzenia to 3,4 km, undulator ma 100 m długości. Oddany do użytku w 2018 roku laser w sekundę wytwarza 27 000 impulsów promieniowania o czasie trwania poniżej 100 fs i długość fali w zakresie od 0,05 do 4,7 nm. Koszt budowy w 2005 roku szacowano na 1,22 mld euro, a roczny koszt użytkowania szacuje się na 117 000 000 euro.

### W Polsce
Najsilniejsze źródło światła synchrotronowego znajduje się w Narodowym Centrum Promieniowania Synchrotronowego SOLARIS w Krakowie. Synchrotron wytwarza wiązkę elektronów o energii do 1,5 GeV, na torze wiązki w sekcjach prostych można instalować urządzenia wstawkowe np. undulatory i wigglery. W linii pomiarowej PHENIX miękkie promieniowanie rentgenowskie (50-1500 eV) generowane jest w undulatorze typu APPLE II z magnesami stałymi. 
W Narodowym Centrum Badań Jądrowych w Świerku planowana jest budowa lasera na swobodnych elektronach, zwanego Polfel. Centrum ma nadzieję na realizację projektu w ciągu 4 lat (od 2019 r.). Planuje się, by laser pracował w trybie impulsowy i ciągłym, undulator VUV będzie mógł wytworzyć promieniowanie z zakresu dalekiego ultrafioletu o długości fali 150 nm oraz jej trzecią harmoniczną 50 nm, zaś undulator THz będzie wytwarzał fale o częstotliwości terahercowej.